# 近藤英明
近藤 英明（こんどう ひであき、1902年8月19日 - 1991年10月27日）は、日本の内務官僚、国会職員。参議院草創期の1949年から1953年までの間、参議院事務総長を務めた。

## 来歴・人物

### 貴族院事務局時代
島根県松江市出身。1927年に東京帝国大学法学部政治科を卒業し、内務省に入省。1931年12月に貴族院書記官に任ぜられ、以後、貴族院事務局で委員課長、議事課長、庶務課長を務めた。
この間、1935年の天皇機関説事件の際には、菊池武夫男爵による政府に対する緊急質問の通告を聞いた美濃部達吉から一身上の弁明のための発言通告を受け、近藤は恩師でもある美濃部に対し、一身上の弁明をせずに黙殺する方が賢明であり、菊池男爵のような右翼議員はいかによく説明しても納得するわけはなく、菊池が屈服したとしても背後の右翼勢力を刺激するだけである旨を伝えたが、美濃部は「お前の言うところは十分わかる。しかし‥自分が正しいと信じて説いて来ている学説に対して批判が加えられる以上、学者の信念として沈黙は出来ない。‥学問の生命を守るために発言はしたい」と述べたため、発言通告を受け取った。美濃部の一身上の弁明を聞いた菊池男爵も説の不敬ではないことを議場で認めたが、その後美濃部は議員辞職を余儀なくされた。
また、1936年の二・二六事件の際には、当時の小林次郎庶務課長（後の参議院事務総長）から命ぜられ、衆議院側に仮議事堂（日比谷）の借用を要請に来た反乱部隊が賊軍か官軍かを確かめるために、反乱部隊の占領地域を通り抜けて九段の軍人会館の戒厳司令部に赴き「形の上では戒厳司令部の指揮下に入っているが、彼らと無益な争いはしないでもらいたい。議事堂に玉座のあることを指摘すれば乱暴などはないだろう。」との旨の回答を得て帰院したところ、既に衆議院を来訪した将兵は、仮議事堂がコンクリート造でなくバラックでタイガーボードの壁は弾丸が貫通することを知り、引き上げていたという。
1938年には、明治憲法発布50年を記念して、議事堂中央広間に伊藤博文、大隈重信、板垣退助の銅像が配置されたが、その際、北村西望の彫塑による板垣退助の銅像の原型を見た議員から「開院式の陛下の道筋にポケットに手を突っ込んで立っている銅像を置くのは不敬だ」との声が上がったため、交渉役に当たった近藤は北村を訪問し、手をポケットから出すことを依頼したところ、北村から「板垣伯を表現するにはあの形が最善であり、髪毛一本変更できない。原型は会心の出来と思っているので、製作は進める。買い上げられなくてもやむを得ない」旨を告げられた。その旨を貴族院の各派交渉会で報告したところ近藤の意見が求められ「作品に支障はない。ポケットから手を出せという論を推し進めれば、最敬礼の銅像だけしか置けず、土下座の銅像でも置くか、あるいは銅像を置かないことになる。」などと述べたこともあり、結局北村の原型に従った作品が配置された。
第二次世界大戦中に金属回収本部が設置され、議事堂のシャンデリアやブロンズ扉なども精神総動員のために供出することが求められたが、近藤は金属回収本部長に対して「日本の戦勝後の講和会議を議事堂で開くならば、物量豊かな敵国人たちはシャンデリアなどの外された議事堂を見て降伏したことを後悔し、勝利者日本の命令を聞かなくなるのではないか」と難詰し、供出は中止された。

### 参議院事務局時代
1947年5月の日本国憲法施行により、貴族院が廃されたため、参議院事務局の参事となり、事務次長を命ぜられた。草創期の参議院は混乱が続き、第5回国会（1949年）には、野党の妨害で松平恒雄議長・小林次郎事務総長が議長席・事務総長席に着けない中、議長席に着いた松嶋喜作副議長に従って代理として事務総長席に飛び上がり、会期延長の議事を補佐した。
1949年10月、参議院議員選挙立候補のために辞任した小林次郎の後をうけ、第2代参議院事務総長に選挙された。その後まもなく郷土の先輩である若槻礼次郎から直筆の祝詞をもらい、翌11月に病床にある若槻を訪ねて歓談したが、その内容は後輩に後事を託すようなもので、その1週間後に若槻は逝去した。また、同じ11月には松平議長が急逝し、後任者の選任や参議院葬の執行のための事務に奔走した。松平議長に引き続き緑風会出身である第2代佐藤尚武議長を支えた。

#### 事務総長辞任の経緯
1953年4月の参議院議員通常選挙の後、緑風会は社会党に参議院第二党の座を奪われ、第三党となったが、緑風会の河井彌八会長は自由党の吉田茂首相と面談して、この際自由党系の無所属議員を自由党に入党させず緑風会に入会させて緑風会に第二党の地位を保たせてほしい、そして、緑風会は参議院第一党の自由党に協力して円満な運営を期したいと申し入れた。その結果、自由党系無所属議員の緑風会入会により、緑風会は第二党の地位を得て、参議院の議長は自由党、副議長は緑風会という了解がされたとされていた。しかし、社会党は、この情勢を不快として議長を緑風会から出すように要求した。自由党はこの社会党の主張に反対し、河井会長が社会党の申し入れを緑風会の総会に諮り、自らが議長候補者となる旨を決定するに及び、自由党は各会派代表者の懇談会や議院運営委員会に出席することを拒否するに至った。
河井会長は、議長選挙の議事を主宰することとなる近藤に対し、速やかに本会議を開くことを要求してきたので、近藤は、書記官長も務めた貴族院事務局の先輩でもある河井会長に対し「経緯からして議長を受けてよいのか。信義の問題としてよいか。」と質したが、「推されるものは受ける。やむを得ない。」との返事を受けた。近藤が主宰する議長選挙の結果、河井は第3代参議院議長の座に就いたが、近藤は河井議長を事務総長として補佐する意思を失い、河井議長も近藤の辞任を希望したので、6月に辞任が許可され、22年間勤めた国会を去った。後に近藤は「責任政治の建前からは‥少なくとも議長は第一党がとることが妥当」であり、「中間無所属会派の一、二の人々の策謀や、私慾のためにこれが左右されることがあっては、‥政治を昏迷に陥れるのみ」と回顧している。
事務総長辞任後は、日本空港リムジン交通株式会社社長などに就き、1967年から中央選挙管理会委員となり、1977年から同委員長を連続3期務めた。